# Horní Suchá (Liberec)
Horní Suchá, auch Liberec XXII, (deutsch Ober Berzdorf) ist ein Ortsteil von Liberec in Tschechien. Er liegt drei Kilometer westlich des Stadtzentrums und gehört zum Okres Liberec.

## Geographie
Horní Suchá erstreckt sich linksseitig des Ostašovský potok (Berzdorfer Bach) am Abfall des Jeschkengebirges zum Neißetal. Das Dorf wird von der Bahnstrecke Liberec – Česká Lípa durchquert und bildet mit Ostašov ein geschlossenes Siedlungsgebiet. Südlich erhebt sich der Ještěd (Jeschken, 1012 m), im Südwesten die Černá hora (Schwarzer Berg, 811 m); westlich liegen der Kaliště (745 m) und die Rozsocha (767 m).
Nachbarorte sind Svárov und Stráž nad Nisou im Norden, Růžodol I im Nordosten, Ostašov im Osten, Karlinky im Südosten, Pláně pod Ještědem, Světlá pod Ještědem und Křižany (2. díl) im Süden, Druzcov und Křižany im Südwesten, Novina und Kryštofovo Údolí im Westen sowie Rokytnice, Karlov pod Ještědem und Machnín im Nordwesten.

## Geschichte
Die erste schriftliche Erwähnung des im Grenzgebiet der Herrschaften Grafenstein, Lämberg und Friedland gelegenen Dorfes Ostassow erfolgte im Jahre 1545. Das Dorf entstand entlang eines alten Steiges, der aus dem Neißetal entlang des Berzdorfer Baches auf den Auerhahnsattel (Na Výpřeži, 770 m) führte und dort zwischen dem Schwarzen Berg und Jeschken den Jeschkenkamm überquerte. Der Berzdorfer Bach bildete zugleich die Grenze zwischen den Herrschaften Grafenstein und Friedland bzw. ab 1558 Reichenberg. Der links des Baches auf Grafensteiner Grund befindliche Teil wurde als Horní Ostašov bzw. Ober Berzdorf bezeichnet und der Reichenberger Anteil als Ostašov bzw. Nieder Berzdorf. Der tschechische Name wandelte sich später in Horní Suchá. 1830 bestand Ober Berzdorf aus 57 Häusern und hatte 474 Einwohner. Im Dorf bestand eine Schule, die auch die Berzdorfer Kinder besuchten.
Nach der Aufhebung der Patrimonialherrschaften bildete Ober Berzdorf ab 1850 eine politische Gemeinde in der Bezirkshauptmannschaft Reichenberg und dem Gerichtsbezirk Kratzau. 1869 hatte das Dorf 713 Einwohner. Im Jahre 1879 wurde ein neues Schulhaus eingeweiht. 1880 hatte Ober Berzdorf 734 Einwohner. Im 1900 wurde die Nordböhmische Transversalbahn eingeweiht, die Bahnstation entstand in Berzdorf.
Die Bewohner des Dorfes lebten von der Landwirtschaft oder verdienten sich ihren Lebensunterhalt in den Betrieben von Reichenberg. 1921 lebten in Ober Berzdorf 510 Menschen, 1930 waren es 543. Nach dem Münchner Abkommen wurde die Gemeinde 1938 dem Deutschen Reich zugeschlagen und gehörte bis 1945 zum Landkreis Reichenberg. 1939 hatte Ober Berzdorf 516 Einwohner. Im Jahre 1944 wurde Ober Berzdorf mit Berzdorf vereinigt. Die neue Gemeinde erhielt den Namen Berzdorf (Jeschken). Nach dem Ende des Zweiten Weltkrieges kam Horní Suchá zur Tschechoslowakei zurück und bildete einen Ortsteil der Gemeinde Ostašov im Okres Liberec-okolí. Im Jahre 1950 hatte das Dorf 365 Einwohner. 1970 lebten in den 70 Häusern von Horní Suchá 303 Menschen. Zusammen mit Ostašov wurde Horní Suchá 1963 nach Liberec eingemeindet. Seit der Neugliederung der Stadt Liberec im Jahre 1976 bildet Horní Suchá den Stadtteil Liberec XXII im Stadtbezirk Liberec. 1991 hatte der Ort 295 Einwohner. Im Jahre 2001 bestand das Dorf aus 84 Häusern, in denen 316 Menschen lebten. Horní Suchá ist auch heute noch landwirtschaftlich geprägt.

## Ortsgliederung
Der Stadtteil Liberec XXII-Horní Suchá bildet den Katastralbezirk Horní Suchá u Liberce. Grundsiedlungseinheiten sind Černá hora und Horní Suchá.

## Sehenswürdigkeiten
- Kapelle des hl. Adalbert, erbaut 1833 an Stelle eines hölzernen Vorgängerbaus aus dem Jahre 1771
- Friedhof des Kriegsgefangenenlagers Berzdorf, auf den Feldern westlich des Dorfes